# Diatrypella
Diatrypella (Ces. & De Not.) De Not. (gruzaczka) – rodzaj grzybów z rodziny Diatrypaceae.

## Systematyka i nazewnictwo
Pozycja w klasyfikacji według Index Fungorum: Diatrypaceae, Xylariales, Xylariomycetidae, Sordariomycetes, Pezizomycotina, Ascomycota, Fungi.
Synonimy nazwy naukowej: Diatrype sect. Diatrypella Ces. & De Not., Sphaerosperma Preuss.
Gatunki występujące w Polsce:
- Diatrypella favacea (Fr.) Ces. & De Not. 1863 – gruzaczka leszczynowo-bukowa
- Diatrypella melaena Nitschke 1867[3]
- Diatrypella malaleuca Kunze ex Nitschke 1867[3]
- Diatrypella placenta Rehm 1882[3]
- Diatrypella pulvinata Nitschke 1867
- Diatrypella quercina (Pers.) Cooke 1866 – gruzaczka dębowa

Nazwy naukowe na podstawie Index Fungorum. Wykaz gatunków według Mułenko i in. Polskie nazwy na podstawie rekomendacji Komisji ds. Polskiego Nazewnictwa Grzybów przy Polskim Towarzystwie Mykologicznym